# Scutovertex alpinus
Scutovertex alpinus är en kvalsterart som beskrevs av Rainer Willmann 1953. Scutovertex alpinus ingår i släktet Scutovertex och familjen Scutoverticidae. Inga underarter finns listade i Catalogue of Life.